# Tour de Francia 2022
La 109.ª edición del Tour de Francia fue una carrera de ciclismo en ruta por etapas que se disputó entre el 1 y el 24 de julio de 2022 con inicio en Copenhague (Dinamarca) y final en París (Francia). 
La carrera fue la segunda y la más importante de las denominadas Grandes Vueltas de la temporada y formó parte del circuito UCI WorldTour 2022 dentro de la categoría 2.UWT, siendo la vigésima tercera competición del calendario de máxima categoría mundial.
El vencedor fue el danés Jonas Vingegaard, del equipo Jumbo-Visma, quien logró batir al campeón de las dos ediciones anteriores, el esloveno Tadej Pogačar, del UAE Emirates, que esta vez tuvo que conformarse con el segundo lugar. El podio lo completó el británico Geraint Thomas, del INEOS Grenadiers.

## Equipos participantes
Tomaron la partida un total de 22 equipos, de los cuales asistieron por derecho propio los 18 equipos de categoría UCI WorldTeam, así como el Alpecin-Fenix y el Arkéa Samsic al ser los dos mejores equipos UCI ProTeam de la temporada anterior. Las restantes 2 plazas fueron destinadas a equipos franceses UCI ProTeam por invitación directa de los organizadores de la prueba. El pelotón inicial estaba conformado por 176 ciclistas de los cuales terminaron 135. Los equipos participantes fueron:
| WorldTeams (18)- AG2R Citroën Team - Astana Qazaqstan Team - Bahrain Victorious - Bora-Hansgrohe - Cofidis - EF Education-EasyPost - Groupama-FDJ - Ineos Grenadiers - Intermarché-Wanty-Gobert Matériaux - Israel-Premier Tech - Lotto-Soudal - Movistar Team - Quick-Step Alpha Vinyl - BikeExchange-Jayco - Team DSM - Jumbo-Visma - Trek-Segafredo - UAE Team Emirates ProTeams (4)- Alpecin-Deceuninck - Arkéa-Samsic - B&B Hotels-KTM - TotalEnergies |
| |

## Etapas
| Etapa      | Fecha     | Recorrido                                | type                    | Distancia (km) | Desnivel (m) | Ganador            | Líder            |
| ---------- | --------- | ---------------------------------------- | ----------------------- | -------------- | ------------ | ------------------ | ---------------- |
| 1.ª etapa  | 1 de jul  | Copenhague – Copenhague                  | contrarreloj individual | 13,2           | 20 m         | Yves Lampaert      | Yves Lampaert    |
| 2.ª etapa  | 2 de jul  | Roskilde – Nyborg                        | etapa llana             | 202,2          | 1102 m       | Fabio Jakobsen     | Wout van Aert    |
| 3.ª etapa  | 3 de jul  | Vejle – Sønderborg                       | etapa llana             | 182            | 1285 m       | Dylan Groenewegen  | Wout van Aert    |
|            | 4 de jul  | Día de descanso                          | Día de descanso         |                |              |                    |                  |
| 4.ª etapa  | 5 de jul  | Dunkerque – Calais                       | etapa escarpada         | 171,5          | 1796 m       | Wout van Aert      | Wout van Aert    |
| 5.ª etapa  | 6 de jul  | Lille – Trouée d'Arenberg                | etapa escarpada         | 157            | 537 m        | Simon Clarke       | Wout van Aert    |
| 6.ª etapa  | 7 de jul  | Binche – Longwy                          | etapa escarpada         | 219,9          | 2483 m       | Tadej Pogačar      | Tadej Pogačar    |
| 7.ª etapa  | 8 de jul  | Tomblaine – La Planche des Belles Filles | etapa de montaña        | 176,3          | 2532 m       | Tadej Pogačar      | Tadej Pogačar    |
| 8.ª etapa  | 9 de jul  | Dole – Lausana                           | etapa escarpada         | 186,3          | 2529 m       | Wout van Aert      | Tadej Pogačar    |
| 9.ª etapa  | 10 de jul | Aigle – Châtel                           | etapa de montaña        | 192,9          | 3695 m       | Bob Jungels        | Tadej Pogačar    |
|            | 11 de jul | Día de descanso                          | Día de descanso         |                |              |                    |                  |
| 10.ª etapa | 12 de jul | Morzine – Megève                         | etapa escarpada         | 148,1          | 2775 m       | Magnus Cort        | Tadej Pogačar    |
| 11.ª etapa | 13 de jul | Albertville – Col du Granon              | etapa de montaña        | 151,7          | 4036 m       | Jonas Vingegaard   | Jonas Vingegaard |
| 12.ª etapa | 14 de jul | Briançon – Alpe d'Huez                   | etapa de montaña        | 165,1          | 4661 m       | Thomas Pidcock     | Jonas Vingegaard |
| 13.ª etapa | 15 de jul | Le Bourg-d'Oisans – Saint-Étienne        | etapa llana             | 192,6          | 2114 m       | Mads Pedersen      | Jonas Vingegaard |
| 14.ª etapa | 16 de jul | Saint-Étienne – Mende                    | etapa de media montaña  | 192,5          | 3499 m       | Michael Matthews   | Jonas Vingegaard |
| 15.ª etapa | 17 de jul | Rodez – Carcasona                        | etapa llana             | 202,5          | 2416 m       | Jasper Philipsen   | Jonas Vingegaard |
|            | 18 de jul | Día de descanso                          | Día de descanso         |                |              |                    |                  |
| 16.ª etapa | 19 de jul | Carcasona – Foix                         | etapa de media montaña  | 178,5          | 3422 m       | Hugo Houle         | Jonas Vingegaard |
| 17.ª etapa | 20 de jul | Saint-Gaudens – Peyragudes               | etapa de montaña        | 129,7          | 3368 m       | Tadej Pogačar      | Jonas Vingegaard |
| 18.ª etapa | 21 de jul | Lourdes – Hautacam                       | etapa de montaña        | 143,2          | 4056 m       | Jonas Vingegaard   | Jonas Vingegaard |
| 19.ª etapa | 22 de jul | Castelnau-Magnoac – Cahors               | etapa llana             | 188,3          | 1326 m       | Christophe Laporte | Jonas Vingegaard |
| 20.ª etapa | 23 de jul | Lacapelle-Marival – Rocamadour           | contrarreloj individual | 40,7           | 442 m        | Wout van Aert      | Jonas Vingegaard |
| 21.ª etapa | 24 de jul | Paris La Défense Arena – París           | etapa llana             | 115,6          | 614 m        | Jasper Philipsen   | Jonas Vingegaard |

## Clasificaciones finales
Las clasificaciones finalizaron de la siguiente forma:

### Clasificación general(Maillot Jaune)
| \| Clasificación general \| Clasificación general \| Clasificación general \| Clasificación general \| Clasificación general \| \| Ciclista \| Ciclista \| Equipo \| Tiempo \| \| \| --------------------- \| --------------------- \| ---------------------------------- \| --------------------- \| --------------------- \| \| 1.º \| Jonas Vingegaard \| Jumbo-Visma \| 79 h 33 min 20 s \| \| \| 2.º \| Tadej Pogačar \| UAE Team Emirates \| + 2 min 43 s \| \| \| 3.º \| Geraint Thomas \| Ineos Grenadiers \| + 7 min 22 s \| \| \| 4.º \| David Gaudu \| Groupama-FDJ \| + 13 min 39 s \| \| \| 5.º \| Aleksandr Vlásov \| Bora-Hansgrohe \| + 15 min 46 s \| \| \| 6.º \| Nairo Quintana \| Arkéa-Samsic \| DES \| \| \| 7.º \| Romain Bardet \| Team DSM \| + 18 min 11 s \| \| \| 8.º \| Louis Meintjes \| Intermarché-Wanty-Gobert Matériaux \| + 18 min 44 s \| \| \| 9.º \| Alexéi Lutsenko \| Astana Qazaqstan Team \| + 22 min 56 s \| \| \| 10.º \| Adam Yates \| Ineos Grenadiers \| + 24 min 52 s \| \| \| 11.º \| Valentin Madouas \| Groupama-FDJ \| + 35 min 59 s \| \| \| 12.º \| Bob Jungels \| AG2R Citroën Team \| + 45 min 23 s \| \| \| 13.º \| Neilson Powless \| EF Education-EasyPost \| + 46 min 57 s \| \| \| 14.º \| Luis León Sánchez \| Bahrain Victorious \| + 49 min 18 s \| \| \| 15.º \| Thibaut Pinot \| Groupama-FDJ \| + 50 min 25 s \| \| \| 16.º \| Patrick Konrad \| Bora-Hansgrohe \| + 56 min 54 s \| \| \| 17.º \| Thomas Pidcock \| Ineos Grenadiers \| + 1 h 01 min 15 s \| \| \| 18.º \| Sepp Kuss \| Jumbo-Visma \| + 1 h 02 min 29 s \| \| \| 19.º \| Dylan Teuns \| Bahrain Victorious \| + 1 h 11 min 30 s \| \| \| 20.º \| Brandon McNulty \| UAE Team Emirates \| + 1 h 31 min 19 s \| \| \| 21.º \| Matteo Jorgenson \| Movistar Team \| + 1 h 33 min 57 s \| \| \| 22.º \| Wout van Aert \| Jumbo-Visma \| + 1 h 35 min 55 s \| \| \| 23.º \| Nick Schultz \| BikeExchange-Jayco \| + 1 h 39 min 41 s \| \| \| 24.º \| Hugo Houle \| Israel-Premier Tech \| + 1 h 42 min 14 s \| \| \| 25.º \| Bauke Mollema \| Trek-Segafredo \| + 1 h 45 min 57 s \| \| |                   |                                    |                   |
| |                   |                                    |                   |
| Fuente: ProCyclingStats |                   |                                    |                   |
| Clasificación general |                   |                                    |                   |
| Ciclista | Ciclista          | Equipo                             | Tiempo            |
| 1.º | Jonas Vingegaard  | Jumbo-Visma                        | 79 h 33 min 20 s  |
| 2.º | Tadej Pogačar     | UAE Team Emirates                  | + 2 min 43 s      |
| 3.º | Geraint Thomas    | Ineos Grenadiers                   | + 7 min 22 s      |
| 4.º | David Gaudu       | Groupama-FDJ                       | + 13 min 39 s     |
| 5.º | Aleksandr Vlásov  | Bora-Hansgrohe                     | + 15 min 46 s     |
| 6.º | Nairo Quintana    | Arkéa-Samsic                       | DES               |
| 7.º | Romain Bardet     | Team DSM                           | + 18 min 11 s     |
| 8.º | Louis Meintjes    | Intermarché-Wanty-Gobert Matériaux | + 18 min 44 s     |
| 9.º | Alexéi Lutsenko   | Astana Qazaqstan Team              | + 22 min 56 s     |
| 10.º | Adam Yates        | Ineos Grenadiers                   | + 24 min 52 s     |
| 11.º | Valentin Madouas  | Groupama-FDJ                       | + 35 min 59 s     |
| 12.º | Bob Jungels       | AG2R Citroën Team                  | + 45 min 23 s     |
| 13.º | Neilson Powless   | EF Education-EasyPost              | + 46 min 57 s     |
| 14.º | Luis León Sánchez | Bahrain Victorious                 | + 49 min 18 s     |
| 15.º | Thibaut Pinot     | Groupama-FDJ                       | + 50 min 25 s     |
| 16.º | Patrick Konrad    | Bora-Hansgrohe                     | + 56 min 54 s     |
| 17.º | Thomas Pidcock    | Ineos Grenadiers                   | + 1 h 01 min 15 s |
| 18.º | Sepp Kuss         | Jumbo-Visma                        | + 1 h 02 min 29 s |
| 19.º | Dylan Teuns       | Bahrain Victorious                 | + 1 h 11 min 30 s |
| 20.º | Brandon McNulty   | UAE Team Emirates                  | + 1 h 31 min 19 s |
| 21.º | Matteo Jorgenson  | Movistar Team                      | + 1 h 33 min 57 s |
| 22.º | Wout van Aert     | Jumbo-Visma                        | + 1 h 35 min 55 s |
| 23.º | Nick Schultz      | BikeExchange-Jayco                 | + 1 h 39 min 41 s |
| 24.º | Hugo Houle        | Israel-Premier Tech                | + 1 h 42 min 14 s |
| 25.º | Bauke Mollema     | Trek-Segafredo                     | + 1 h 45 min 57 s |

### Clasificación por puntos(Maillot Vert)
| Clasificación por puntos | Clasificación por puntos | Clasificación por puntos | Clasificación por puntos | Clasificación por puntos |
| Ciclista                 | Ciclista                 | Equipo                   | Puntos                   |                          |
| ------------------------ | ------------------------ | ------------------------ | ------------------------ | ------------------------ |
| 1.º                      | Wout van Aert            | Jumbo-Visma              | 480 pts                  |                          |
| 2.º                      | Jasper Philipsen         | Alpecin-Deceuninck       | 286 pts                  |                          |
| 3.º                      | Tadej Pogačar            | UAE Team Emirates        | 250 pts                  |                          |
| 4.º                      | Christophe Laporte       | Jumbo-Visma              | 171 pts                  |                          |
| 5.º                      | Fabio Jakobsen           | Quick-Step Alpha Vinyl   | 159 pts                  |                          |
| 6.º                      | Mads Pedersen            | Trek-Segafredo           | 158 pts                  |                          |
| 7.º                      | Jonas Vingegaard         | Jumbo-Visma              | 157 pts                  |                          |
| 8.º                      | Michael Matthews         | BikeExchange-Jayco       | 133 pts                  |                          |
| 9.º                      | Peter Sagan              | TotalEnergies            | 120 pts                  |                          |
| 10.º                     | Dylan Groenewegen        | BikeExchange-Jayco       | 116 pts                  |                          |

### Clasificación de la montaña(Maillot à Pois Rouges)
| Clasificación de la montaña | Clasificación de la montaña | Clasificación de la montaña        | Clasificación de la montaña | Clasificación de la montaña |
| Ciclista                    | Ciclista                    | Equipo                             | Puntos                      |                             |
| --------------------------- | --------------------------- | ---------------------------------- | --------------------------- | --------------------------- |
| 1.º                         | Jonas Vingegaard            | Jumbo-Visma                        | 72 pts                      |                             |
| 2.º                         | Simon Geschke               | Cofidis                            | 65 pts                      |                             |
| 3.º                         | Giulio Ciccone              | Trek-Segafredo                     | 61 pts                      |                             |
| 4.º                         | Tadej Pogačar               | UAE Team Emirates                  | 61 pts                      |                             |
| 5.º                         | Wout van Aert               | Jumbo-Visma                        | 59 pts                      |                             |
| 6.º                         | Thibaut Pinot               | Groupama-FDJ                       | 52 pts                      |                             |
| 7.º                         | Louis Meintjes              | Intermarché-Wanty-Gobert Matériaux | 39 pts                      |                             |
| 8.º                         | Neilson Powless             | EF Education-EasyPost              | 37 pts                      |                             |
| 9.º                         | Pierre Latour               | TotalEnergies                      | 35 pts                      |                             |
| 10.º                        | Geraint Thomas              | Ineos Grenadiers                   | 32 pts                      |                             |

### Clasificación del mejor joven(Maillot Blanc)
| Clasificación del mejor joven | Clasificación del mejor joven | Clasificación del mejor joven      | Clasificación del mejor joven | Clasificación del mejor joven |
| Ciclista                      | Ciclista                      | Equipo                             | Tiempo                        |                               |
| ----------------------------- | ----------------------------- | ---------------------------------- | ----------------------------- | ----------------------------- |
| 1.º                           | Tadej Pogačar                 | UAE Team Emirates                  | 79 h 36 min 03 s              |                               |
| 2.º                           | Thomas Pidcock                | Ineos Grenadiers                   | + 58 min 32 s                 |                               |
| 3.º                           | Brandon McNulty               | UAE Team Emirates                  | + 1 h 28 min 36 s             |                               |
| 4.º                           | Matteo Jorgenson              | Movistar Team                      | + 1 h 31 min 14 s             |                               |
| 5.º                           | Andreas Leknessund            | Team DSM                           | + 1 h 54 min 48 s             |                               |
| 6.º                           | Michael Storer                | Groupama-FDJ                       | + 2 h 20 min 32 s             |                               |
| 7.º                           | Georg Zimmermann              | Intermarché-Wanty-Gobert Matériaux | + 2 h 36 min 57 s             |                               |
| 8.º                           | Kevin Geniets                 | Groupama-FDJ                       | + 2 h 45 min 25 s             |                               |
| 9.º                           | Fred Wright                   | Bahrain Victorious                 | + 3 h 01 min 25 s             |                               |
| 10.º                          | Stan Dewulf                   | AG2R Citroën Team                  | + 3 h 26 min 35 s             |                               |

### Clasificación por equipos(Classement par Équipe)
| Clasificación por equipos | Clasificación por equipos | Clasificación por equipos | Clasificación por equipos |
| Equipo                    | Equipo                    | Tiempo                    |                           |
| ------------------------- | ------------------------- | ------------------------- | ------------------------- |
| 1.º                       | Ineos Grenadiers          | 239 h 03 min 03 s         |                           |
| 2.º                       | Groupama-FDJ              | + 37 min 33 s             |                           |
| 3.º                       | Jumbo-Visma               | + 44 min 54 s             |                           |
| 4.º                       | Bora-Hansgrohe            | + 1 h 48 min 45 s         |                           |
| 5.º                       | Movistar Team             | + 2 h 11 min 22 s         |                           |
| 6.º                       | UAE Team Emirates         | + 2 h 19 min 54 s         |                           |
| 7.º                       | Bahrain Victorious        | + 2 h 58 min 32 s         |                           |
| 8.º                       | Team DSM                  | + 3 h 26 min 08 s         |                           |
| 9.º                       | Arkéa-Samsic              | + 3 h 56 min 51 s         |                           |
| 10.º                      | Astana Qazaqstan Team     | + 3 h 59 min 00 s         |                           |

## Evolución de las clasificaciones
| Etapa                   |                         | Ganador _          | Clasificación general | Puntos        | Montaña          | Jóvenes       | Combatividad      | Equipo           |
| ----------------------- | ----------------------- | ------------------ | --------------------- | ------------- | ---------------- | ------------- | ----------------- | ---------------- |
| 1.ª etapa               | contrarreloj individual | Yves Lampaert      | Yves Lampaert         | Yves Lampaert | no otorgado      | Tadej Pogačar | no otorgado       | Jumbo-Visma      |
| 2.ª etapa               | etapa llana             | Fabio Jakobsen     | Wout van Aert         | Wout van Aert | Magnus Cort      | Tadej Pogačar | Sven Erik Bystrøm | Jumbo-Visma      |
| 3.ª etapa               | etapa llana             | Dylan Groenewegen  | Wout van Aert         | Wout van Aert | Magnus Cort      | Tadej Pogačar | Magnus Cort       | Jumbo-Visma      |
| 4.ª etapa               | etapa escarpada         | Wout van Aert      | Wout van Aert         | Wout van Aert | Magnus Cort      | Tadej Pogačar | Anthony Perez     | Jumbo-Visma      |
| 5.ª etapa               | etapa escarpada         | Simon Clarke       | Wout van Aert         | Wout van Aert | Magnus Cort      | Tadej Pogačar | Magnus Cort       | Ineos Grenadiers |
| 6.ª etapa               | etapa escarpada         | Tadej Pogačar      | Tadej Pogačar         | Wout van Aert | Magnus Cort      | Tadej Pogačar | Wout van Aert     | Ineos Grenadiers |
| 7.ª etapa               | etapa de montaña        | Tadej Pogačar      | Tadej Pogačar         | Wout van Aert | Magnus Cort      | Tadej Pogačar | Simon Geschke     | Ineos Grenadiers |
| 8.ª etapa               | etapa escarpada         | Wout van Aert      | Tadej Pogačar         | Wout van Aert | Magnus Cort      | Tadej Pogačar | Mattia Cattaneo   | Ineos Grenadiers |
| 9.ª etapa               | etapa de montaña        | Bob Jungels        | Tadej Pogačar         | Wout van Aert | Simon Geschke    | Tadej Pogačar | Thibaut Pinot     | Ineos Grenadiers |
| 10.ª etapa              | etapa escarpada         | Magnus Cort        | Tadej Pogačar         | Wout van Aert | Simon Geschke    | Tadej Pogačar | Alberto Bettiol   | Ineos Grenadiers |
| 11.ª etapa              | etapa de montaña        | Jonas Vingegaard   | Jonas Vingegaard      | Wout van Aert | Simon Geschke    | Tadej Pogačar | Warren Barguil    | Ineos Grenadiers |
| 12.ª etapa              | etapa de montaña        | Thomas Pidcock     | Jonas Vingegaard      | Wout van Aert | Simon Geschke    | Tadej Pogačar | Thomas Pidcock    | Ineos Grenadiers |
| 13.ª etapa              | etapa llana             | Mads Pedersen      | Jonas Vingegaard      | Wout van Aert | Simon Geschke    | Tadej Pogačar | Mads Pedersen     | Ineos Grenadiers |
| 14.ª etapa              | etapa de media montaña  | Michael Matthews   | Jonas Vingegaard      | Wout van Aert | Simon Geschke    | Tadej Pogačar | Michael Matthews  | Ineos Grenadiers |
| 15.ª etapa              | etapa llana             | Jasper Philipsen   | Jonas Vingegaard      | Wout van Aert | Simon Geschke    | Tadej Pogačar | Nils Politt       | Ineos Grenadiers |
| 16.ª etapa              | etapa de media montaña  | Hugo Houle         | Jonas Vingegaard      | Wout van Aert | Simon Geschke    | Tadej Pogačar | Hugo Houle        | Ineos Grenadiers |
| 17.ª etapa              | etapa de montaña        | Tadej Pogačar      | Jonas Vingegaard      | Wout van Aert | Simon Geschke    | Tadej Pogačar | Brandon McNulty   | Ineos Grenadiers |
| 18.ª etapa              | etapa de montaña        | Jonas Vingegaard   | Jonas Vingegaard      | Wout van Aert | Jonas Vingegaard | Tadej Pogačar | Wout van Aert     | Ineos Grenadiers |
| 19.ª etapa              | etapa llana             | Christophe Laporte | Jonas Vingegaard      | Wout van Aert | Jonas Vingegaard | Tadej Pogačar | Quinn Simmons     | Ineos Grenadiers |
| 20.ª etapa              | contrarreloj individual | Wout van Aert      | Jonas Vingegaard      | Wout van Aert | Jonas Vingegaard | Tadej Pogačar | no otorgado       | Ineos Grenadiers |
| 21.ª etapa              | etapa llana             | Jasper Philipsen   | Jonas Vingegaard      | Wout van Aert | Jonas Vingegaard | Tadej Pogačar | no otorgado       | Ineos Grenadiers |
| Clasificaciones finales | Clasificaciones finales |                    | Jonas Vingegaard      | Wout van Aert | Jonas Vingegaard | Tadej Pogačar | Wout van Aert     | Ineos Grenadiers |

## Ciclistas participantes y posiciones finales
Convenciones:
- AB-N: Abandono en la etapa "N"
- FLT-N: Retiro por llegada fuera del límite de tiempo en la etapa "N"
- NTS-N: No tomó la salida para la etapa "N"
- DES-N: Descalificado o expulsado en la etapa "N"

## UCI World Ranking
El Tour de Francia otorgó puntos para el UCI World Ranking para corredores de los equipos en las categorías UCI WorldTeam, UCI ProTeam y Continental. Las siguientes tablas son el baremo de puntuación y los diez corredores que obtuvieron más puntos:
| Posición                 | 1.º  | 2.º | 3.º | 4.º | 5.º | 6.º | 7.º | 8.º | 9.º | 10.º | 11.º | 12.º | 13.º | 14.º | 15.º | 16.º | 17.º | 18.º | 19.º | 20.º | 21.º - 25.º | 26.º - 30.º | 31.º - 40.º | 41.º - 50.º | 51.º - 55.º | 56.º - 60.º |
| Clasificación general    | 1000 | 800 | 675 | 575 | 475 | 400 | 325 | 275 | 225 | 175  | 150  | 125  | 105  | 85   | 75   | 70   | 65   | 60   | 55   | 50   | 40          | 30          | 25          | 20          | 15          | 10          |
| Por etapa                | 120  | 50  | 25  | 15  | 5   |     |     |     |     |      |      |      |      |      |      |      |      |      |      |      |             |             |             |             |             |             |
| Líder                    | 25   |     |     |     |     |     |     |     |     |      |      |      |      |      |      |      |      |      |      |      |             |             |             |             |             |             |
| Clasificación secundaria | 120  | 50  | 25  |     |     |     |     |     |     |      |      |      |      |      |      |      |      |      |      |      |             |             |             |             |             |             |

| Clasificación |                  |                                    |         |       |       |            |       |
| Posición      | Ciclista         | Equipo                             | General | Etapa | Líder | Secundaria | Total |
| ------------- | ---------------- | ---------------------------------- | ------- | ----- | ----- | ---------- | ----- |
| 1.º           | Jonas Vingegaard | Jumbo-Visma                        | 1000    | 390   | 250   | 120        | 1760  |
| 2.º           | Tadej Pogačar    | UAE Emirates                       | 800     | 500   | 125   | 25         | 1450  |
| 3.º           | Wout van Aert    | Jumbo-Visma                        | 40      | 585   | 100   | 120        | 845   |
| 4.º           | Geraint Thomas   | INEOS Grenadiers                   | 675     | 65    | -     | -          | 740   |
| 5.º           | David Gaudu      | Groupama-FDJ                       | 575     | 35    | -     | -          | 610   |
| 6.º           | Aleksandr Vlasov | Bora-Hansgrohe                     | 475     | -     | -     | -          | 475   |
| 7.º           | Nairo Quintana   | Arkéa Samsic                       | 400     | 55    | -     | -          | 455   |
| 8.º           | Jasper Philipsen | Alpecin-Deceuninck                 | -       | 370   | -     | 50         | 420   |
| 9.º           | Romain Bardet    | DSM                                | 325     | 25    | -     | -          | 350   |
| 10.º          | Louis Meintjes   | Intermarché-Wanty-Gobert Matériaux | 275     | 50    | -     | -          | 325   |

Nota:
1. ↑  Solo aplica para las clasificaciones por puntos y montaña.